# Llista de monuments de Montoliu de Segarra
Llista de monuments de Montoliu de Segarra inclosos en l'Inventari del Patrimoni Arquitectònic Català pel municipi de Montoliu de Segarra (Segarra). Inclou els inscrits en el Registre de Béns Culturals d'Interès Nacional (BCIN) amb la classificació de monuments històrics, els Béns Culturals d'Interès Local (BCIL) de caràcter immoble i la resta de béns arquitectònics integrants del patrimoni cultural català.
| Monument                                                          | Protecció    | Estil/època                                                   | Localització                                                                      | Coordenades                                          | Codi?         | Imatge |
| ----------------------------------------------------------------- | ------------ | ------------------------------------------------------------- | --------------------------------------------------------------------------------- | ---------------------------------------------------- | ------------- | --- |
| Castell de Montoliu de Segarra                                    | BCIN 1096-MH | XIII-XIV                                                      | Montoliu de Segarra Vora el marge dret del c. del Call                            | 41° 35′ 25″ N, 1° 16′ 10″ E / 41.590304°N,1.269499°E | RI-51-0006397 | Castell de Montoliu de Segarra · Vegeu més fotos d'aquest monument · Carregueu una nova foto d'aquest monument                                              |
| Castell de la Guàrdia Lada                                        | BCIN 1097-MH | XIV-XV                                                        | Montoliu de Segarra La Guàrdia Lada, davant la capella de la Mare de Déu del Coll | 41° 35′ 24″ N, 1° 17′ 34″ E / 41.589869°N,1.292806°E | RI-51-0006399 | Castell de la Guàrdia Lada (Montoliu de Segarra) · Vegeu més fotos d'aquest monument · Carregueu una nova foto d'aquest monument                            |
| Castell de l'Ametlla de Segarra                                   | BCIN 1098-MH | XI-XII                                                        | Montoliu de Segarra L'Ametlla de Segarra, a pocs metres del c. Gràcia             | 41° 34′ 33″ N, 1° 14′ 24″ E / 41.575931°N,1.239924°E | RI-51-0006398 | Castell de l'Ametlla de Segarra (Montoliu de Segarra) · Vegeu més fotos d'aquest monument · Carregueu una nova foto d'aquest monument                       |
| Església parroquial de Santa Maria de la Guàrdia Lada             |              | Gòtic, obra popular XIII-XIV, XVIII-XX                        | Montoliu de Segarra Pl. de l'Església, la Guàrdia Lada                            | 41° 35′ 22″ N, 1° 17′ 37″ E / 41.58948°N,1.2937°E    | IPA-26048     | Església parroquial de Santa Maria de la Guàrdia Lada (Montoliu de Segarra) · Vegeu més fotos d'aquest monument · Carregueu una nova foto d'aquest monument |
| Cal Garra                                                         |              | Obra popular XVI-XVII                                         | Montoliu de Segarra C. de l'Església, 2, la Guàrdia Lada                          | 41° 35′ 22″ N, 1° 17′ 39″ E / 41.58935°N,1.29414°E   | IPA-26049     | Cal Garra (Montoliu de Segarra) · Vegeu més fotos d'aquest monument · Carregueu una nova foto d'aquest monument                                             |
| Capella de la Mare de Déu del Coll, capella del cementiri         |              | Romànic XI-XII                                                | Montoliu de Segarra La Guàrdia Lada, dins del cementiri del poble                 | 41° 35′ 25″ N, 1° 17′ 33″ E / 41.59021°N,1.29256°E   | IPA-26050     | Capella de la Mare de Déu del Coll (Montoliu de Segarra) · Vegeu més fotos d'aquest monument · Carregueu una nova foto d'aquest monument                    |
| Església de Sant Joan de Cabestany                                |              | Obra popular XVI-XVII, XIX-XX                                 | Montoliu de Segarra Pl. de l'Església, Cabestany                                  | 41° 34′ 48″ N, 1° 16′ 44″ E / 41.57998°N,1.27877°E   | IPA-26053     | Església de Sant Joan de Cabestany (Montoliu de Segarra) · Vegeu més fotos d'aquest monument · Carregueu una nova foto d'aquest monument                    |
| Cal Perelló                                                       |              | Renaixement, barroc, obra popular XVI-XVII, XX-XXI            | Montoliu de Segarra C. Gràcia, 4, l'Ametlla de Segarra                            | 41° 34′ 32″ N, 1° 14′ 25″ E / 41.57554°N,1.2404°E    | IPA-26056     | Cal Perelló (Montoliu de Segarra) · Vegeu més fotos d'aquest monument · Carregueu una nova foto d'aquest monument                                           |
| Església parroquial de Sant Pere de l'Ametlla                     |              | Romànic, gòtic tardà, obra popular XII-XIII, XVI-XVII, XIX-XX | Montoliu de Segarra Pl. de l'Església, l'Ametlla de Segarra                       | 41° 34′ 31″ N, 1° 14′ 29″ E / 41.57531°N,1.24127°E   | IPA-26057     | Església parroquial de Sant Pere de l'Ametlla (Montoliu de Segarra) · Vegeu més fotos d'aquest monument · Carregueu una nova foto d'aquest monument         |
| Església parroquial de Sant Andreu de Vilagrasseta                |              | Obra popular XVIII-XIX                                        | Montoliu de Segarra Pl. de l'Església, Vilagrasseta                               | 41° 36′ 19″ N, 1° 16′ 55″ E / 41.60516°N,1.28208°E   | IPA-26061     | Església parroquial de Sant Andreu de Vilagrasseta (Montoliu de Segarra) · Vegeu més fotos d'aquest monument · Carregueu una nova foto d'aquest monument    |
| Capella del Cementiri, o Capella de Sant Julià                    |              | Obra popular XVI, XX                                          | Montoliu de Segarra Camí del Cementiri, Vilagrasseta                              | 41° 36′ 23″ N, 1° 17′ 03″ E / 41.60641°N,1.28408°E   | IPA-26062     | Capella del Cementiri (Montoliu de Segarra) · Vegeu més fotos d'aquest monument · Carregueu una nova foto d'aquest monument                                 |
| Molí del Moreno                                                   |              | Obra popular XIX-XX                                           | Montoliu de Segarra Vilagrasseta, al costat de la carretera de Gramuntell         | 41° 36′ 36″ N, 1° 16′ 09″ E / 41.60995°N,1.26924°E   | IPA-26063     | Molí del Moreno (Montoliu de Segarra) · Vegeu més fotos d'aquest monument · Carregueu una nova foto d'aquest monument                                       |
| Molí del Camell de Dalt                                           |              | Obra popular XIX-XX                                           | Montoliu de Segarra Camí de Montoliu de Segarra a Montornès de Segarra            | 41° 35′ 46″ N, 1° 14′ 50″ E / 41.5961°N,1.2471°E     | IPA-26065     | Molí del Camell de Dalt (Montoliu de Segarra) · Vegeu més fotos d'aquest monument · Carregueu una nova foto d'aquest monument                               |
| Creu Monumental de Vilagrasseta, o Creu de la Santa Missió        |              | Obra popular XX                                               | Montoliu de Segarra Pl. de l'Església, Vilagrasseta                               | 41° 36′ 19″ N, 1° 16′ 56″ E / 41.60514°N,1.28224°E   | IPA-33238     | Creu Monumental de Vilagrasseta (Montoliu de Segarra) · Vegeu més fotos d'aquest monument · Carregueu una nova foto d'aquest monument                       |
| Cal General                                                       |              | Obra popular XVI-XVII, XIX, XX                                | Montoliu de Segarra C. Major, 11, Vilagrasseta                                    | 41° 36′ 16″ N, 1° 16′ 55″ E / 41.60442°N,1.28194°E   | IPA-33239     | Cal General (Montoliu de Segarra) · Vegeu més fotos d'aquest monument · Carregueu una nova foto d'aquest monument                                           |
| Cal Xacó                                                          |              | Obra popular XVI-XVIII, XIX-XX                                | Montoliu de Segarra C. Major, 9, Vilagrasseta                                     | 41° 36′ 16″ N, 1° 16′ 56″ E / 41.60442°N,1.28214°E   | IPA-33241     | Cal Xacó (Montoliu de Segarra) · Vegeu més fotos d'aquest monument · Carregueu una nova foto d'aquest monument                                              |
| Cal Berenguer                                                     |              | Modernisme, obra popular XIX-XX                               | Montoliu de Segarra Vilagrasseta, ctra. L-214                                     | 41° 36′ 17″ N, 1° 17′ 12″ E / 41.6046°N,1.28664°E    | IPA-33243     | Cal Berenguer (Montoliu de Segarra) · Vegeu més fotos d'aquest monument · Carregueu una nova foto d'aquest monument                                         |
| Creu de terme de la Guàrdia Lada                                  |              | Barroc XVII-XVIII                                             | Montoliu de Segarra La Guàrdia Lada, al costat de L-214                           | 41° 35′ 21″ N, 1° 17′ 48″ E / 41.58917°N,1.29679°E   | IPA-33245     | Creu de terme de la Guàrdia Lada (Montoliu de Segarra) · Vegeu més fotos d'aquest monument · Carregueu una nova foto d'aquest monument                      |
| Portal del carrer Església                                        |              | Romànic XII-XX                                                | Montoliu de Segarra C. Església, la Guàrdia Lada                                  | 41° 35′ 22″ N, 1° 17′ 38″ E / 41.58934°N,1.29385°E   | IPA-33248     | Portal del carrer Església (Montoliu de Segarra) · Vegeu més fotos d'aquest monument · Carregueu una nova foto d'aquest monument                            |
| Portals de Cabestany                                              |              | Romànic XII                                                   | Montoliu de Segarra C. Major, Cabestany                                           | 41° 34′ 48″ N, 1° 16′ 44″ E / 41.58004°N,1.27889°E   | IPA-33249     | Portals de Cabestany (Montoliu de Segarra) · Vegeu més fotos d'aquest monument · Carregueu una nova foto d'aquest monument                                  |
| Font de Sant Joan                                                 |              | Neoclassicisme XVIII, XX                                      | Montoliu de Segarra Cabestany, sota la ctra. L-214                                | 41° 34′ 45″ N, 1° 16′ 41″ E / 41.57925°N,1.27814°E   | IPA-33251     | Font de Sant Joan (Montoliu de Segarra) · Vegeu més fotos d'aquest monument · Carregueu una nova foto d'aquest monument                                     |
| Cementiri de Cabestany                                            |              | Romànic XII-XVIII, XIX-XX                                     | Montoliu de Segarra Camí del Cementiri, Cabestany                                 | 41° 34′ 49″ N, 1° 16′ 57″ E / 41.58034°N,1.28249°E   | IPA-33253     | Cementiri de Cabestany (Montoliu de Segarra) · Vegeu més fotos d'aquest monument · Carregueu una nova foto d'aquest monument                                |
| Cal Ramon del Bep                                                 |              | Gòtic tardà, obra popular XVI-XVII, XIX-XX                    | Montoliu de Segarra C. Major, 18, l'Ametlla de Segarra                            | 41° 34′ 31″ N, 1° 14′ 26″ E / 41.57537°N,1.24054°E   | IPA-33255     | Cal Ramon del Bep (Montoliu de Segarra) · Vegeu més fotos d'aquest monument · Carregueu una nova foto d'aquest monument                                     |
| Cal Pubill d'en Ton                                               |              | Gòtic tardà, obra popular XVI-XVII, XIX-XX                    | Montoliu de Segarra C. Major, 28, l'Ametlla de Segarra                            | 41° 34′ 31″ N, 1° 14′ 23″ E / 41.57534°N,1.23978°E   | IPA-33257     | Cal Pubill d'en Ton (Montoliu de Segarra) · Vegeu més fotos d'aquest monument · Carregueu una nova foto d'aquest monument                                   |
| Creu Monumental de Montoliu de Segarra, o Creu de la Santa Missió |              | Obra popular XX                                               | Montoliu de Segarra Pl. Església                                                  | 41° 35′ 24″ N, 1° 16′ 12″ E / 41.59005°N,1.27011°E   | IPA-33259     | Creu Monumental de Montoliu de Segarra · Vegeu més fotos d'aquest monument · Carregueu una nova foto d'aquest monument                                      |
| Cal Mullerac                                                      |              | Gòtic tardà, obra popular XVI-XVII, XIX-XX                    | Montoliu de Segarra C. Gràcia, 14, l'Ametlla de Segarra                           | 41° 34′ 32″ N, 1° 14′ 22″ E / 41.57567°N,1.23958°E   | IPA-33262     | Cal Mullerac (Montoliu de Segarra) · Vegeu més fotos d'aquest monument · Carregueu una nova foto d'aquest monument                                          |
| Cementiri de l'Ametlla de Segarra                                 |              | Romànic, obra popular XII-XIII, XX                            | Montoliu de Segarra L'Ametlla de Segarra                                          | 41° 34′ 26″ N, 1° 14′ 53″ E / 41.57391°N,1.24818°E   | IPA-33264     | Cementiri de l'Ametlla de Segarra (Montoliu de Segarra) · Vegeu més fotos d'aquest monument · Carregueu una nova foto d'aquest monument                     |
| Conjunt de font, safareig i abeurador                             |              | Obra popular XIX-XX                                           | Montoliu de Segarra Camí de la Font, l'Ametlla de Segarra                         | 41° 34′ 58″ N, 1° 14′ 35″ E / 41.58275°N,1.24299°E   | IPA-33266     | Conjunt de font, safareig i abeurador (Montoliu de Segarra) · Vegeu més fotos d'aquest monument · Carregueu una nova foto d'aquest monument                 |
| Creu de terme de l'Ametlla de Segarra                             |              | Renaixement, obra popular XVI-XVII, XX                        | Montoliu de Segarra Pl. de la Bassa, l'Ametlla de Segarra                         | 41° 34′ 31″ N, 1° 14′ 24″ E / 41.575206°N,1.239963°E | IPA-33268     | Creu de terme de l'Ametlla de Segarra (Montoliu de Segarra) · Vegeu més fotos d'aquest monument · Carregueu una nova foto d'aquest monument                 |
| Pas cobert del carrer Forn                                        |              | Gòtic XIV-XV, XX                                              | Montoliu de Segarra C. del Forn                                                   | 41° 35′ 24″ N, 1° 16′ 11″ E / 41.58995°N,1.26962°E   | IPA-33270     | Pas cobert del carrer Forn (Montoliu de Segarra) · Vegeu més fotos d'aquest monument · Carregueu una nova foto d'aquest monument                            |
| Portals del carrer Major                                          |              | Obra popular XVI-XVII                                         | Montoliu de Segarra C. Major                                                      | 41° 35′ 24″ N, 1° 16′ 13″ E / 41.58991°N,1.27016°E   | IPA-33271     | Portals del carrer Major (Montoliu de Segarra) · Vegeu més fotos d'aquest monument · Carregueu una nova foto d'aquest monument                              |
| Cal Benito                                                        |              | Obra popular XVI-XVII, XX-XXI                                 | Montoliu de Segarra C. Major, 6                                                   | 41° 35′ 23″ N, 1° 16′ 09″ E / 41.58964°N,1.26928°E   | IPA-34562     | Cal Benito (Montoliu de Segarra) · Vegeu més fotos d'aquest monument · Carregueu una nova foto d'aquest monument                                            |
| Església parroquial de Sant Salvador de Montoliu de Segarra       |              | Obra popular XVIII-XIX                                        | Montoliu de Segarra Pl. Església                                                  | 41° 35′ 25″ N, 1° 16′ 12″ E / 41.59014°N,1.27012°E   | IPA-34563     | Església parroquial de Sant Salvador de Montoliu de Segarra · Vegeu més fotos d'aquest monument · Carregueu una nova foto d'aquest monument                 |